# Theodōros Anastasios Kaballiōtēs
Theodōros Anastasios Kaballiōtēs (* um 1715 in Voskopoja; † um 1790) war ein albanischer Albanologe, Romanist und Lexikograf.

## Leben
Kaballiōtēs (auch Kavalliotis) wuchs dreisprachig mit Neugriechisch, Aromunisch und Albanisch auf. Er studierte von 1732 bis 1734 Sprachen, Philosophie und Mathematik in Ioannina und wurde 1746 Leiter der Neuen Akademie (Christliche Hochschule) in Voskopoja.
Kaballiōtēs schrieb griechische Bücher zur Philosophie und zur Grammatik. Er fertigte für den Gebrauch bei den Orthodoxen ein neugriechisch verfasstes Lehrbuch (Protopeiria, mit dreisprachigem Wörterverzeichnis von 1170 Wörtern) an, das 1770 in Venedig gedruckt und bis in die neueste Zeit  (von Johann Thunmann, Gustav Meyer, Harald Haarmann und Armin Hetzer) mehrfach herausgegeben wurde, weil es sowohl für die Albanologie als auch für die Romanistik interessant ist.
Die Handschriften des Theodōros Anastasios Kaballiōtēs wurden vom walachischen Koranübersetzer Ilo Mitkë Qafëzezi wiederentdeckt.

## Werke
- Prōtopeiria para tou sophologiōtatu, Venedig 1770 (96 Seiten)
- [Das Wörterbuch des Theodor Kawalliotis], in: Johann Thunmann, Untersuchungen über die Geschichte der östlichen europäischen Völker, Leipzig 1774, S. 169–239 (Wörterverzeichnis S. 181–238); ferner in: Johann Thunmann, Über die Geschichte und Sprache der Albaner und der Wlachen, hrsg. von Harald Haarmann, Hamburg 1976
- Gustav Meyer, Das griechisch-südrumänisch-albanesische Wörterverzeichnis des Kavalliotis, Wien 1895 (Sitzungsberichte der philosophisch-historischen Classe der kaiserlichen Akademie der Wissenschaften 132)
- Das dreisprachige Wörterbuch des Theodorus Anastasiu Kavalliotis aus Moschopolis gedruckt 1770 in Venedig. Albanisch-Deutsch-Neugriechisch-Aromunisch, hrsg. von  Armin Hetzer, Hamburg 1981; u. d. T. Das viersprachige Wörterverzeichnis von „Theodoros Anastasiu Kavalliotis“ aus Moschopolis, gedruckt 1770 in Venedig, „albanisch-deutsch-neugriechisch-aromunisch“. Aktualisierte Neuausgabe, Hamburg 1998